# Округ Вејн (Западна Вирџинија)
Округ Вејн (енгл. Wayne County) је округ у америчкој савезној држави Западна Вирџинија.

## Демографија
По попису из 2010. године број становника је 42.481, што је 422 (-1,0%) становника мање него 2000. године.
| Група             | 2000.          | 2010.          |
| Белци             | 42.210 (98,4%) | 41.706 (98,2%) |
| Афроамериканци    | 54 (0,1%)      | 74 (0,2%)      |
| Азијати           | 86 (0,2%)      | 72 (0,2%)      |
| Хиспаноамериканци | 202 (0,5%)     | 218 (0,5%)     |
| Укупно            | 42.903         | 42.481         |